# Mary King's Close
Mary King's Close és un important carreró comercial del segle XVII situat a la zona antiga d'Edimburg (Escòcia). Avui dia es troba tapiat per l'edifici de la City Chamber, l'actual ajuntament de la ciutat.

## Història
Va prendre el seu nom de Mary King, filla de l'advocat Alexander King, que al segle xvii havia posseït diverses propietats dins de la zona tancada.
La Royal Exchange, com al principi va ser anomenat aquest gran edifici de l'arquitecte John Adam, va començar a construir-se l'any 1753 sobre els fonaments de cinc carrerons de la ciutat: Stewart Close, Pearsons Close, Allan Close, Craig Close i, finalment i més important, Mary King's Close, van quedar sepultats per ell.
Actualment, aquest complex de carrerons congelats en el temps des del segle xvii forma un laberint en les profunditats del centre històric de la ciutat, i és el que anomenen "la ciutat subterrània" d'Edimburg.
El "close", després de ser en part demolit i tapiat va ser tancat al públic durant molts anys arribant a ser una font per a mites i llegendes urbanes d'històries de fantasmes de les víctimes de la pesta que van morir en aquestes cases.

## Diferents noms
Prèviament va ser conegut com a "King's Close", "Alexander King's Close", "Towris Close", "Livingstoun's Close" i "Brown's Close"

## La pesta a Edimburg
Durant el Nadal de 1644, la plaga, que es creu que fou portada per vaixell des de l'Europa continental i entrés pel port de Leith, va ser propagada per les puces (Siphonaptera: Xenopsylla cheopis) de les rates, i va creuar ràpidament tot el país. En primer lloc va arribar a Edimburg, després es va estendre a l'oest i al nord, i durant els següents 18 mesos va matar a una part substancial de la població escocesa.
Malgrat el mite perdurable, les víctimes de la plaga mai van ser tapiades en el carreró per deixar-les morir de gana. De fet, hi havia una llarga tradició de Quarantena organitzada a la ciutat. Durant els brots, les persones infectades amb la plaga es tancaven a la seva casa i indicaven la seva situació mostrant una bandera blanca petita per la finestra. En resposta, el pa, la cervesa, el carbó, i a vegades fins i tot vi, se'ls lliuraven diàriament, i un metge especialista podia visitar-los per dur a terme el drenatge dels bubons: els ganglis limfàtics plens de pus que amenaçaven de portar el pacient a la mort per septicèmia. Algunes persones passaven la quarantena en barraques de fusta (ludges) fos de la ciutat, a Sciennes Boroughmuir, o en el  King's Park, per quedar-se allí de dues a sis setmanes fins a passar el perill o morir.
Amb els tractaments mèdics limitats i sovint perillosos de l'època, els metges podien fer molt poc per ajudar. Portaven l'anomenada "màscara de la pesta", que era de cuir i en forma de bec, i en aquest hi depositaven herbes per tractar de protegir-se a si mateixos, però molts van morir. John Paulitious, el primer metge oficial de la plaga d'Edimburg, va ser una d'aquestes víctimes. No obstant això, els riscos no eren sense cap compensació. El salari de Paulitious s'havia anat incrementant de 40 a 80, i després a la increïble summa de 100 lliures escoceses al mes. El seu successor va ser el doctor George Rau, qui el va reemplaçar el 13 de juny de 1645.
El Dr. Rau anava vestit de cap a peus amb cuir gruixut, amb la màscara d'ocell, amb una capa de cuir i uns guants llargs per visitar a les víctimes de la pesta perquè en aquest moment es creia que la plaga s'havia estès per miasmes, la qual cosa es pensava que era "aire dolent" que desprenien els cossos malalts, i tota aquesta vestimenta actuava com a armadura per prevenir els efectes de tals miasmes. Més tard es va demostrar que la plaga s'estenia per les picades de les puces, i que el cuir havia impedit que les puces del pacient mosseguessin al metge.

## Actualitat
Mary King's Close va ser reobert al públic a l'abril del 2003 com a atracció turística. Ara, els visitants al carreró poden experimentar com va viure, va treballar i va morir la gent en l'Edimburg del segle xvii.
L'organització nacional de turisme d'Escòcia "Visit Scotland" li ha concedit el màxim guardó com una atracció turística excepcional per la facilitats i serveis que ofereix. I també ha estat guardonat en diverses ocasions per diferents institucions. El premi més recent va ser concedit en 2010 per The Radio Forth Awards per ser la "Atracció turística favorita de la ciutat".